# 青空Jumping Heart
《青空Jumping Heart》（日语： Aozora Janpingu Hāto）是Aqours的单曲，2016年7月20日由Lantis发行。

## 概要
本单曲是《Love Live! Sunshine!!》推出的组合Aqours的单曲，也是动画《Love Live! Sunshine!!》的片头曲。初回限定CD还随机附赠了Aqours人物卡片一张（共9种）。
单曲发售首日，在Oricon公信榜日榜排名第6，发行首周以约4.7万张的销量在Oricon公信榜周榜排名第4及动画歌曲榜第1位。

## 收录曲目
括号中的翻译仅供参考，并非官方翻译。
1. [4:44]
  - 作詞：畑亚贵，作曲：伊藤贤、光増基（日语：光増ハジメ），編曲：EFFY
2. （Humming Friend）[5:10]
  - 作詞：畑亚贵，作曲：桑原聖，編曲：酒井拓也
3. (Off Vocal)
4. (Off Vocal)